# Mamusa
Mamusa – gmina w Republice Południowej Afryki, w Prowincji Północno-Zachodniej, w dystrykcie Dr Ruth Segomotsi Mompati. Siedzibą administracyjną gminy jest Schweizer-Reneke.